# 井川靖彦
井川 靖彦（いがわ やすひこ）は、日本の医師、医学者。専門は泌尿器科。医学博士（信州大学）、Ph.D.（ルンド大学）。東京大学大学院医学系研究科コンチネンス医学講座特任教授。第23回日本排尿機能学会会長。

## 来歴
- 1982年　信州大学医学部医学科 卒業[2]
- 1990年　信州大学医学部泌尿器科 助手
- 1991年　ルンド大学 客員研究員
- 1993年　医学博士（信州大学）、Ph.D.（ルンド大学）
- 1994年　信州大学医学部附属病院 講師
- 1996年　信州大学医学部泌尿器科 助教授
- 2001年　バージニア大学 客員助教授 [2]
- 2003年　信州大学大学院医学系研究科 助教授
- 2007年　同 准教授[2]
- 2010年　東京大学大学院医学系研究科コンチネンス医学講座 特任教授[2]

## 学術賞
- 1996年 日本神経因性膀胱学会学会賞
- 2002年 オルガノン泌尿器科研究奨励賞
- 2007年 日本泌尿器科学会総会賞
- 2007年 神澤医学財団神澤医学賞
- 2012年 日本泌尿器科学会総会賞
- 2014年 Neurourology and Urodynamics Top Ten Reviewer

## 脚註
1. ↑  スタッフ紹介 | 教室紹介 | 東大泌尿器科学教室
2. 1 2 3 4 5 6 7  東京大学大学院医学系研究科コンチネンス医学講座 メンバー紹介
3. ↑  第23回日本排尿機能学会詳細